# Нішанджи Шехла Хаджи Ахмед-паша
Нішанджи Шехла Хаджи Ахмед-паша (д/н — 1753) — державний та військовий діяч Османської імперії, великий візир в 1740—1742 роках. Відомий також як Кер-візир (сліпий візир), отримавши це прізвисько за косоокість.

## Життєпис
З походження турок. Син Кефер-аги. Народився у містечку Сьоке (еялет Айдин), втім дата достеменно невідома. Початку кар'єри сприяв стрийко Абу Бакр-паша. Згодом Ахмед призначається імрахором (головним конюхом султанський стаєн).
У 1738 році був призначений пашею Айдинського еялету. У 1740 році Ахмед-паша повернувся в Стамбул, столицю імперії. Він був призначений на посаду нішаджи (хранителя султанської печатки). Незабаром після цього, 23 червня 1740 року був призначений великим візиром.
З огляду на замирення з головними супротивниками — Австрією в Європі та Персією — в Азії, розробив курс реформ, покликаний відновити політичну, економічну та військову потугу Османської імперії. Але сам не зумів слідувати наміченої їм програми. 1742 року його звинуватили в нечесності й байдужості до державних справ. Він був звільнений з займаної посади 21 квітня того року і був замінений більш досвідченим Гекімоглу Алі-пашею.
Ахмед-пашу було заслано на острів Родос. Однак незабаром після цього він повернувся на державну службу. У 1743 році призначається санджакбеєм Ічелю в Малій Азії. Того ж року очолив Раккаський еялет. Після початку нового етапу війни з Персією в лютому 1744 року йому було доручено посаду сераскера (командувача) залоги фортеці Карс, яку він успішно обороняв. Потім призначений пашею Алеппського еялету. К квітні 1645 року очолив Анатолійський еялет. Того ж року вдруге стає сераскером Карсу з огляду на загрозу з боку Персії. Потім призначається пашою Алеппо.
1747 року був призначений бейлербеєм Багдадського еялету, де з 1704 року утворилася напівнезалежна держава мамлюків. Проте 1748 року в битві за Багдад програв Сулейману Абу-Лаула, що відновив правління мамлюків в Багдаді.
1748 року Ахмед-паша призначається бейлербеєм Єгипетського еялету. тут він також постав перед проблемою відновлення влади центрального уряду, оскільки фактичну владу мав Ібрагім-катхода з мамлюцького клану аль-Каздаглія, що спирався на оджаки яничарів і абазів. Бейлербеєм не зміг поколивати вплив останнього, залишившись номінальним керівником. Ібрагім-катхода залишався фактичним правителем Єгипту до самої смерті у 1754 році.
1751 року призначено пашею Аданського еялету, втім Ахмед-паша відмовився від цієї посади. Тоді 1752 року призначено втретє очільником Алеппського еялету. Тут він помер в лютому 1753 року.